# Pablo Hervías
Pablo Hervías Ruiz (Logroño, La Rioja, 8 de marzo de 1993) es un futbolista español. Juega como centrocampista en el Pontevedra C. F. de la Primera Federación.

## Trayectoria
El 19 de abril de 2014 debutó con el primer equipo de la Real Sociedad en partido de la Primera División. En mayo de 2015 fue cedido al Club Atlético Osasuna para disputar las últimas seis jornadas en Segunda División. En su debut con el conjunto rojillo, ante el Club Deportivo Mirandés en El Sadar, marcó un gol.
Durante dos temporadas actuó como cedido en Osasuna y Real Oviedo en la Segunda División. En agosto de 2016, vinculado contractualmente a la Real Sociedad hasta 2018, se comprometió a préstamo por un curso con el Elche C. F.
En verano de 2017 llegó cedido al Real Valladolid tras fichar por el Eibar. El 23 de enero de 2019 volvió cedido al Real Valladolid tras no contar para el Eibar. Al conseguir el ascenso el Real Valladolid estaba obligado a comprarle por 1 millón de €.
El 3 de junio de 2022 se confirmó que no iba a renovar contrato con el equipo pucelano y el 12 de agosto el Málaga C. F. anunció su fichaje como agente libre por una temporada con opción a una más.
El 28 de diciembre de 2022 se anunció su traspaso al Club Bolívar de Bolivia, siendo su primera experiencia fuera de España, misma que culminó el 6 de julio de 2023, fecha en la que llegaron a un acuerdo para rescindir el contrato.
El 1 de febrero de 2024 firmó por el C. F. Rayo Majadahonda hasta el final de la temporada, en la que no pudo ayudar al equipo a evitar el descenso a Segunda Federación. Entonces, en el mes de julio, fichó por la S. D. Amorebieta. Con ellos vivió otro descenso y en julio de 2025 se unió al Pontevedra C. F.

## Clubes
| Club                           | País    | Año       |
| ------------------------------ | ------- | --------- |
| Real Sociedad "B"              | España  | 2011-2015 |
| C. A. Osasuna (cedido)         | España  | 2015      |
| Real Oviedo (cedido)           | España  | 2015-2016 |
| Elche C. F. (cedido)           | España  | 2016-2017 |
| S. D. Eibar                    | España  | 2017-2019 |
| Real Valladolid C. F. (cedido) | España  | 2017-2018 |
| Real Valladolid C. F.          | España  | 2019-2022 |
| Málaga C. F.                   | España  | 2022      |
| Club Bolívar                   | Bolivia | 2023      |
| C. F. Rayo Majadahonda         | España  | 2024      |
| S. D. Amorebieta               | España  | 2024-2025 |
| Pontevedra C. F.               | España  | 2025-     |

## Clubes y estadísticas
- Actualizado a 5 de octubre de 2024.[11]

| Temporada                  | Club                       | Categoría                  | Liga  | Liga  | Copa  | Copa  | Internacionales | Internacionales | Total | Total |
| Temporada                  | Club                       | Categoría                  | Part. | Goles | Part. | Goles | Part.           | Goles           | Part. | Goles |
| -------------------------- | -------------------------- | -------------------------- | ----- | ----- | ----- | ----- | --------------- | --------------- | ----- | ----- |
| 2011/12                    | Real Sociedad B            | Segunda División B         | 28    | 4     | -     | -     | -               | -               | 28    | 4     |
| 2012/13                    | Real Sociedad B            | Segunda División B         | 20    | 3     | -     | -     | -               | -               | 20    | 3     |
| 2013/14                    | Real Sociedad B            | Segunda División B         | 35    | 3     | -     | -     | -               | -               | 35    | 3     |
| 2014/15                    | Real Sociedad B            | Segunda División B         | 14    | 1     | -     | -     | -               | -               | 14    | 1     |
| Total Real Sociedad B      | Total Real Sociedad B      | Total Real Sociedad B      | 97    | 11    | -     | -     | -               | -               | 97    | 11    |
| 2012/13                    | Real Sociedad              | Primera División           | 0     | 0     | 0     | 0     | -               | -               | 0     | 0     |
| 2013/14                    | Real Sociedad              | Primera División           | 1     | 0     | 0     | 0     | 0               | 0               | 1     | 0     |
| 2014/15                    | Real Sociedad              | Primera División           | 15    | 1     | 3     | 0     | 0               | 0               | 18    | 1     |
| Total Real Sociedad        | Total Real Sociedad        | Total Real Sociedad        | 16    | 1     | 3     | 0     | 0               | 0               | 19    | 1     |
| 2014/15                    | CA Osasuna                 | Segunda División           | 6     | 1     | 0     | 0     | -               | -               | 6     | 1     |
| Total CA Osasuna           | Total CA Osasuna           | Total CA Osasuna           | 6     | 1     | 0     | 0     | 0               | 0               | 6     | 1     |
| 2015/16                    | Real Oviedo                | Segunda División           | 32    | 1     | 2     | 1     | -               | -               | 34    | 2     |
| Total Real Oviedo          | Total Real Oviedo          | Total Real Oviedo          | 32    | 1     | 2     | 1     | 0               | 0               | 34    | 2     |
| 2016/17                    | Elche CF                   | Segunda División           | 40    | 2     | 1     | 0     | -               | -               | 41    | 2     |
| Total Elche                | Total Elche                | Total Elche                | 40    | 2     | 1     | 0     | 0               | 0               | 41    | 2     |
| 2017/18                    | Real Valladolid CF         | Segunda División           | 38    | 4     | 2     | 0     | -               | -               | 40    | 4     |
| Total Real Valladolid      | Total Real Valladolid      | Total Real Valladolid      | 38    | 4     | 2     | 0     | 0               | 0               | 41    | 4     |
| 2018/19                    | SD Eibar                   | Primera División           | 3     | 0     | 2     | 0     | -               | -               | 5     | 0     |
| Total Eibar                | Total Eibar                | Total Eibar                | 3     | 0     | 2     | 0     | 0               | 0               | 5     | 0     |
| 2018/19                    | Real Valladolid CF         | Primera División           | 3     | 0     | 0     | 0     | -               | -               | 3     | 0     |
| 2019/20                    | Real Valladolid CF         | Primera División           | 25    | 1     | 2     | 0     | -               | -               | 27    | 1     |
| 2020/21                    | Real Valladolid CF         | Primera División           | 27    | 0     | 3     | 0     | -               | -               | 30    | 0     |
| 2021/22                    | Real Valladolid CF         | Segunda División           | 6     | 0     | 0     | 0     | -               | -               | 6     | 0     |
| Total Real Valladolid      | Total Real Valladolid      | Total Real Valladolid      | 61    | 1     | 5     | 0     | 0               | 0               | 66    | 1     |
| 2022/23                    | Málaga CF                  | Segunda División           | 13    | 0     | 1     | 0     | -               | -               | 14    | 0     |
| Total Málaga CF            | Total Málaga CF            | Total Málaga CF            | 13    | 0     | 1     | 0     | -               | -               | 14    | 0     |
| Apertura 2023              | Club Bolívar               | Primera División           | 13    | 1     | 1     | 0     | 4               | 1               | 18    | 2     |
| Total Club Bolívar         | Total Club Bolívar         | Total Club Bolívar         | 13    | 1     | 1     | 0     | 4               | 1               | 18    | 2     |
| 2024                       | Rayo Majadahonda           | Primera Federación         | 12    | 0     | 0     | 0     | -               | -               | 12    | 0     |
| Total Club R. Majadahonda  | Total Club R. Majadahonda  | Total Club R. Majadahonda  | 12    | 0     | 0     | 0     | 0               | 0               | 12    | 0     |
| 2024-25                    | SD Amorebieta              | Primera Federación         | 6     | 0     | 0     | 0     | -               | -               | 6     | 0     |
| Total Club S.D. Amorebieta | Total Club S.D. Amorebieta | Total Club S.D. Amorebieta | 6     | 0     | 0     | 0     | 0               | 0               | 6     | 0     |
| Total carrera              | Total carrera              | Total carrera              | 337   | 22    | 17    | 1     | 4               | 1               | 358   | 24    |